# Воловник Семен Веніамінович
Воло́вник Семе́н Веніамі́нович (нар. 24 жовтня 1948) — український ентомолог, дослідник жуків–довгоносиків і краєзнавець, кандидат біологічних наук, доцент.

## Життєпис
С. В. Воловник народився в Мелітополі (1948) і навчався у місцевій середній школі № 4. Після переїзду разом з родиною до Ніжину (Чернігівська область) (1959) закінчив там середню школу № 7 (1966, з золотою медаллю) і поступив до Ніжинського державного педагогічного інституту. Того ж року він перевівся до Мелітопольського державного педагогічного інституту (МДПІ), природничо-географічний факультет якого і закінчив (1971, з відзнакою), одержавши спеціальність «вчитель біології і хімії середньої школи». П'ятикурсником він вчителював у Михайло-Лукашівській середній школі (Вільнянський район Запорізької області). Одержавши диплом про вищу освіту, працював за призначенням держкомісії на Кіровоградщині — у Мошоринській середній школі (Знам'янський район).
Після строкової служби у Радянській Армії (1972—1973) став науковим співробітником Мелітопольського краєзнавчого музею (МГКМ). В цей період він брав активну участь у упорядкуванні і поповненні музейних фондів, створенні Якимівського і Михайлівського народних музеїв, паспортизації пам'яток природи, історії і культури Мелітополя.
З 1976 і до 2013 року С. Воловник викладає у МДПІ, обіймаючи послідовно посади асистента, старшого викладача, доцента. Під керівництвом В. Г. Доліна закінчив аспірантуру Інституту зоології АН УРСР (Київ, 1983). Фактичним науковим консультантом його була М. Є. Тер-Мінасян. Невдовзі С. Воловник захистив кандидатську дисертацію, одержав науковий ступінь кандидата біологічних наук (1984) і звання доцента (1987). З 2009 року — пенсіонер за віком, у 2013 році звільнений з МДПІ.
У 1994—2009 роках працював за сумісництвом у регіональній газеті «Мелитопольские ведомости» (МВ): кореспондентом, заступником редактора, а у 1997—2007 роках — редактором всеукраїнської газети для школярів «Место встречи».
Одружений (1970), має двох доньок та вісім онуків.

## Науково-дослідна робота
Переважна більшість досліджень С. Воловника присвячена жукам–довгоносикам підродини Lixinae. Зокрема, він вперше:
- встановив видовий склад та поширення жуків цієї групи у межах України
- знайшов шість видів ліксин, нових для фауни європейської частини СРСР і вісім — для фауни України
- докладно описав біологію декількох видів довгоносиків
- запропонував новий метод вивчення генези регіональних фаун — аналіз зв'язків тварин–фітофагів із рослинами різних життєвих форм
- описав рідкісне природне явище — уловлювання комах квітами некомахоїдної рослини (цинанхума гострого)

Станом на кінець 2021 року мав такі наукометричні показники: індекс Гірша 8 у Google Scholar (21 документ і 164 цитування).
У його творчому доробку — понад 80 наукових публікацій і понад 260 біологічних статей до української «Вікіпедії».
Науковець брав участь у з'їздах Українського ентомологічного товариства (Ужгород, 1980; Канів, 1987), всесоюзних нарадах «Проблеми ґрунтової зоології» (Ашхабад, 1984; Тбілісі, 1987), IX з'їзді Всесоюзного ентомологічного товариства (Київ, 1984), III нараді «Біогеоценологічні дослідження в Україні» (Львів, 1984), I Всесоюзній нараді з проблем зоокультури (Москва, 1986), I Закавказькій конференції з ентомології (Єреван, 1986), Всесоюзній нараді по проблемам кадастра і обліку тваринного світу (Уфа, 1989), міжнародній конференції "Фауна Східних Карпат: сучасний стан і охорона (Ужгород, 1993), III міжнародній науковій конференції (Дніпропетровськ, 2005).
У 1992 році стажувався у лабораторії систематики комах Зоологічного інститут РАН (Санкт-Петербург). За програмою «Harmony» з групою запорізьких екологів проходив стажування у Пітсбурзі (США, 2006).
Є експертом Української національної мережі інформації з біорізноманіття (UkrBIN).

## Викладацька та науково-методична діяльність
Одним з перших в Україні зробив спробу запровадити модульно-рейтингову систему навчання і контролю знань студентів. Як член журі двічі брав участь у проведенні республіканського туру олімпіад з біології серед школярів (Сімферополь, 1991; Кіровоград, 1993). Автор низки науково-методичних публікацій (див. нижче).

## Журналістська та громадська діяльність
Починаючи з 1976 року опублікував у міськрайонних та обласних газетах велику кількість пізнавальних та публіцистичних статей. Працюючи журналістом «МВ», регулярно готував тематичні добірки матеріалів, що мали суспільне значення: «Сторінка споживача», «Екологія і ми», «Таврійська старовина» та інші.
Наприкінці 1980–напочатку 1990 років — співголова новоствореного Мелітопольського відділення Всеукраїнського історико-просвітницького товариства «Меморіал». Редагував бюлетень товариства, разом з В. М. Тимофієвим опікувався поширенням цього видання, збиранням коштів на потреби «Меморіалу», клопотався про реабілітацію і встановлення долі репресованих, надання їм та їх рідним практичної допомоги, розподілом гуманітарної допомоги остарбайтерам. Входив до складу комісії Мелітопольського міськвиконкому з поновлення прав реабілітованих.
У 2011 році увійшов до новоствореної «Спілки краєзнавців Мелітопольщини», обраний до її правління і очолив редакцію «Мелітопольського краєзнавчого журналу». С. Воловник встановив і зробив загальним надбанням численні невідомі раніше факти й імена, пов'язані з історією Мелітопольщини. Він виявив та передав до фондів міського краєзнавчого музею значну кількість експонатів, що мають історичну цінність.

## Основні праці

### Наукові статті
- Виргинский можжевельник — старейшая посадка на юге СССР // Природа (Москва), 1979, № 8, с. 121.
- О биоценотических связях между цинанхумом острым (Cynanchum acutum L.) и некоторыми насекомыми // Журнал общей биологии, 1982, т. 43, № 5, с. 729—731 — https://www.zin.ru/Animalia/Coleoptera/pdf/volovnik_cynanchum_1982.pdf
- Влияние хозяйственной деятельности на жуков-долгоносиков подсемей¬ства Cleoninae (Coleoptera, Curculionidae)// Вестник зоологии (Киев), 1984, № 4, с. 46–49 — https://www.zin.ru/Animalia/Coleoptera/pdf/volovnik_1984_cleoninae_econom_vestnz.pdf
- Амарантовый стеблеед // Сахарная свёкла (Москва), 1984, № 5, с. 36–37 [У співавторстві з І. В. Піснею].
- Видовой состав и распространение клеонин (Coleopetra, Curculionidae, Cleoninae) степной зоны Украины // Вестник зоологии, 1984, № 6, c. 39–43 — https://www.zin.ru/Animalia/Coleoptera/pdf/volovnik_cleoninae_1984.pdf.
- Долгоносики — фитофаги бодяков и чертополохов // Защита растений (Москва), 1984, № 11, c. 31.
- Материалы по экологии жука-долгоносика Larinus turbinatus Gyll. (Coleoptera, Curculionidae, Cleoninae) — фитофага некоторых сорняков // Фауна и биоценотические связи насекомых Украины. К.: Наукова думка, 1987, с. 32—35.
- Вредители сельскохозяйственных и лесных культур и лесных насаждений. Т. 2: Вредные членистоногие, позвоночные. — К.: Урожай, 1988 [У складі авторського колективу; с. 108—112].
- Долгоносик-стеблеед — вредитель борщевика // Защита растений (Москва), 1988, № 12, с. 31.
- О распространении и экологии некоторых видов долгоносиков-клеонин (Coleoptera, Curculionidae). 1. Триба Cleonini // Энтомологическое обозрение, 1989, т. 68, вып. 1, с. 86–92. [Переклад: Entomological Review, 1989, 68, p. 138—144] — https://www.zin.ru/Animalia/Coleoptera/pdf/volovnik_cleonini_1989.pdf.
- О питании личинок жуков-точильщиков рода Lasioderma Staph. (Coleoptera: Anobiidae) насекомыми // Энтомологическое обозрение, 1993, т. 72, вып. 4, с. 782—784 [У співавторстві з Б. О. Коротяєвим і В. Д. Логвіновським; переклад: Entomological Review, 73 (7), p. 50–52] –https://www.zin.ru/Animalia/Coleoptera/pdf/korotyaev_volovnik_logvinovsky1.pdf.
- О распространении и экологии некоторых видов долгоносиков-клеонин (Coleopetra, Curculionidae). II. Роды Rhinocyllus Germ., Eustenopus Petri и Lachnaeus Schonh.// Энтомологическое обозрение, 1993, т. 72, вып. 3, с. 586—590. [Переклад: Entomological Review, 1989, 73 (2), p. 79–84] — https://www.zin.ru/Animalia/Coleoptera/pdf/volovnik_rhinocyllus_lachnaeus_eustenopus_1993.pdf.
- О яйцекладке у долгоносиков-стеблеедов рода Lixus (Coleoptera, Curculionidae) // Зоологический журнал, 1994, т. 73, вып. 12, с. 49–54. [Переклад: Entomological Review, 1994, 74 (7), p. 115—120] — https://www.zin.ru/Animalia/Coleoptera/pdf/volovnik_1994_lixus_zoolj.pdf.
- On parasites and predators of Cleoninae weevils (Col. Curculionidae) in Ukrainian steppe. // Anz. Schadlingskde., Pflanzenschutz, Umweltschutz, 1994, Bd. 67, H. 4, S. 77–79 — https://www.zin.ru/Animalia/Coleoptera/pdf/volovnik_1994_cleoninae_aspu.pdf.
- «Турбуються про збереження…» (З історії охорони природи на півдні України) // Ойкумена (Київ), 1994, № 1–2, с. 203—205.
- О распространении и экологии некоторых видов долгоноси¬ков-клеонин (Coleoptera, Curculionidae) III. Род Larinus Germ. // Энтомологическое обозрение, 1995, т. 74, вып. 2, с. 314—321. [Переклад: Entomological Review, 1996, 75 (6), p. 10–19] — https://www.zin.ru/Animalia/Coleoptera/rus/volpdf18.htm.
- On biology of Lixus albomarginatus Boh. (Col., Curculionidae) // Anz. Shadlingskunde., Pflanzenschutz, Umweltschutz, 1996, Bd. 69, H. 2, S. 40 — https://www.zin.ru/Animalia/Coleoptera/pdf/volovnik_1996_lixus_aspu.pdf.
- — В кн. Атлас Запорізької області. — К: Укргеодезкартографія, 1997, карта 22.
- О распространении и экологии некоторых видов долгоносиков-клеонин (Coleoptera, Curculionidae). IV. Род Lixus F., подрод Eulixus Reitt. // Энтомологическое обозрение, 2007, т. 86, вып. 3, с. 521—531. [Переклад: Entomological Review, 2007, 87 (7), p. 840—847] — https://www.zin.ru/Animalia/Coleoptera/pdf/volovnik_2007_cleoninae_entrev.pdf.
- О связях долгоносиков-ликсин с различными органами растений (Coleoptera: Curculionidae, Lixinae) // Кавказский энтомологический бюлетень, 2008, т. 4, вып. 1, с. 87–91 — https://www.zin.ru/Animalia/Coleoptera/pdf/volovnik_lixinae_plant_organs_2008.pdf.
- Левкомігус білосніжний Leucomigus candidatus (Pallas, 1771). Червона книга України: Тваринний світ. К.: Вид-во «Глобалконсалтинг», 2009, с. 131. [У співавторстві з В. Ю. Назаренком].
- Ліксус катрановий Lixus canescens Fischer-Waldheim, 1835. Червона книга Украіни: Тваринний світ. К.: Вид-во «Глобал Консалтинг», 2009, с. 133. [У співавторстві з В. Ю. Назаренком].
- Долгоносики Lixinae (Coleoptera, Curculionidae) как галлообразователи // Зоологический журнал, 2010, том 89, № 7, с. 828—833. [Переклад: Entomological Review, 2010, 90 (5), p. 585—590] — https://www.zin.ru/Animalia/Coleoptera/pdf/volovnik_2010_lixinae_zoolj.pdf.
- Биоценотические связи долгоносиков–ликсин (Coleoptera: Curculionidae, Lixinae) и зоофагов // Кавказский энтомологический бюллетень, 2011, т. 7, вып. 2, с. 163—167 — https://www.zin.ru/Animalia/Coleoptera/pdf/volovnik_lixinae_2011.pdf.
- On biology and distribution of weevil Lixus fasciculatus (Coleoptera: Curculionidae) — a potential agent against Artemisia weeds // Munich Entomology & Zoology, 2012, vol. 7, No 2, pp. 946–949 –https://www.zin.ru/Animalia/Coleoptera/pdf/volovnik_lixus_fasciculatus_2012.pdf.
- О распространении и экологии некоторых видов долгоносиков-ликсин (Coleoptera, Curculionidae). V. Род Lixus F., подроды Lixus F., Ortholixus Reitt., Compsolixus Reitt., Callistolixus Reitt. // Энтомологическое обозрение, 2012, т. 91, вып. 3, с. 583—590. [Переклад: Entomological Review, 2013, 93 (5), p. 584—589] –https://www.zin.ru/Animalia/Coleoptera/pdf/volovnik_2012_lixinae_entrev.pdf.
- Пауки (Aranei) побережья Молочного лимана (Запорожская область, Украина) // Український ентомологічний журнал, 2012, т. 5, № 2, с. 49–54. [У співавторстві з М. В. Леготай і К. В. Евтушенко] — https://5ad1b1e9-a-62cb3a1a-s-sites.googlegroups.com/site/ukrentjournal/ukraienskij-entomologicnij-zurnal/2012/uezh_2012_2_files/2-5-03-Legotay%20et%20al.pdf?attachauth=ANoY7cpWCVUP0rHoMj44jbwn97D82kLRhp24NM1slby7vtnvmaBDtvSumNv3xsrp9r7YGHTf1sIjCoZdduOPMiSXTRqJwUG2gtrlitf3qS_UPxRmoYE20DMH5aAcrNo5YPuyIPFD5pwUpvcgWVdr_0Nytx1_uOHO8nTwyLWbBLCUiiSnSbLjiljl2pcZdouHBeyQpFRyCiELU3IUziZI7ibqDT0isI91E8QDr5YmM2aA-dEcvEkGBgipKDvBtyYh6Yt_c6Uyt7vsNXl0npaZptfSpqyA8-P40w40kLpz-725ccZKvoCmOy25rf-tYXaDEy2PH5YK6rGO&attredirects=0.
- On phylogenetic inertia: a case of Lixinae weevils // Annales de la Societe entomologique de France (N.S.): International Journal of Entomology, 2013, 49 (3), p. 240—241
- Biology and morphology of immature stages of Lixus canescens (Coleoptera: Curculionidae: Lixinae). Zootaxa, 2015, 4033(3), p. 350—362. [With Skuhrovec, J. as co-author]
- Долгоносики-ликсины (Coleoptera, Curculionidae, Lixinae) Черниговской области (Украина): видовой состав и географическое распространение // Український ентомологічний журнал, 2015, т. 1–2, № 10, с. 72–83. [У співавторстві з В. Ю. Назаренком і П. М. Шешураком] –https://www.zin.ru/Animalia/Coleoptera/pdf/volovnik_et_al_2015_lixinae_chernigov.pdf.
- Rearing of Platystoma rufipes Meigen, 1826 (Diptera: Platystomatidae) from the Stem of Crambe infested by a Weevil (Coleoptera: Curculionidae) // Ukrainska Entomofaunistyka, 2015, 6(3), 43–44. [With Korneyev, V. A. & Popov, G. V. as co-authors] — https://drive.google.com/file/d/0B2r3khZ1092SeFQwbGhHbWlXb1E/view.
- О яйцекладке долгоносиков рода Larinus Dej. (Coleoptera, Curculionidae) // Энтомологическое обозрение, 2016, т. 95, вып. 2, с. 58–70. [Переклад: Entomological Review, 2016, 96 (3), p. 309—317].
- Description of the immature stages of Larinus vulpes (Coleoptera: Curculionidae: Lixinae) and notes on its biology // Zookeys, 2017, № 679, pp. 107–137 (with Skuhrovec, J. & Gosik, R. as coauthors) — https://www.zin.ru/Animalia/Coleoptera/pdf/skuhrovec_volovnik_gosik_2017_larinus_vulpes.pdf
- A survey of the weevils of Ukraine (Coleoptera: Curculionoidea) (excluding Platypodinae and Scolytinae) (Zootaxa, 4404) — Magnolia Press. 2018. — 494 pp. (with Yunakov, N., Nazarenko, V., Filimonov, R. as coauthors) doi.org/10.11646/zootaxa.4404.1.1
- On the distribution of the weevil Adosomus roridus (Pallas, 1781) (Coleoptera: Curculionidae, Lixinae) // Journal of Insect Biodiversity, 2018, 8 (1): 1–5. http://dx.doi.org/10.12976/jib/2018.08.1.1
- The huge violet ground beettle (Carabus (Procerus) scabrosus crimeanus) (Coleoptera: Carabidae) was found outside of the Crimea (with S. I. Suchkov as coauthor) // Journal of Insect Biodiversity, 2018, 8 (3): 52–56.
- Cleonis pigra (Scopoli, 1763) (Coleoptera: Curculionidae: Lixinae): morphological re-description of the immature stages, keys, tribal comparisons and biology // Insects, 2019, 10 (9): 325 (1–25). DOI: 10.3390/Insects10100325 (with J. Skuhrovec, R. Gosik, R. Stejskal, F. Trnka) — https://www.mdpi.com/2075-4450/10/10/325/pdf
- New distributional records for 11 weevil species from Ukraine (Coleoptera: Curculionidae) // Munis Entomology & Zoology, 2020, 15 (2): 572—575 (with V. N. Pavlyuk as coauthor) — http://ukrbin.com/downloads.php?catid=0&showfile=161
- The first molecular phylogeny of the weevil subfamily Lixinae (Coleoptera: Curculionidae) casts doubts on the monophyly of its tribes. Zootaxa, 2021, 5026(2), 201–220. (With Boldgiv, B., Iderzorig, B., Khobrakova, L. T., Kolov, S. V., Rudykh, S. G., Zabaluev, I. A., & Grebennikov, V. V. as coautors)

### Основні краєзнавчі публікації
- Мелітопольський краєзнавчий музей: Путівник. — Дніпропетровськ: Промінь, 1976. — 78 с. [У складі авторського колективу].
- «Я всегда искал героя…» // «Художник» (Москва), 1977, № 5, с. 37.
- У віршах і в бронзі // Прапор (Харків), 1977, № 7, с. 90.
- Безіменна висота // Радянська Україна (Київ), 26.06.1983.
- «Куєм нові щасливі дні…» // Вітчизна (Київ), 1984, № 2, с. 203.
- Выдающийся отечественный лесовод. — У зб. «Листая прошлого страницы». — Мелитополь: [б.и.], 1991, c. 84–95.
- Мелитопольский район: прошлое и настоящее. Мелитополь: издательство «Мелитополь», 2000. — 40 с. [у співавторстві з М. В. Криловим і А. М. Криловою].
- Фальц + Фейн. «Однажды утром мы пришли в школу…». Первые ласточки. [Статті]. — В сб. «Немцы Приазовья. История и судьбы». — Мелитополь: [б.и.], 2001, с. 57–65.
- Об истории создания Мелитопольского краеведческого музея // Музейний вісник, 2001, № 1, с. 101—103 [у співавторстві з М. В. Криловим, Л. О. Петровою і В. М. Тимофієвим].
- Меннониты Мелитополя — жертвы сталинских репрессий. — В сб. " Молочна-2004: меноніти та їх сусіди (1804—2004). Міжнародна наук. конф. Запоріжжя, Україна 2–5 червня 2004 р. — Запоріжжя: РА «Тандем», 2004, с. 33–34.
- Запорізький край. — ПП АА «Тандем», 2008. — 288 с. [У складі авторського колективу].
- Северная Таврия на почтовых открытках XX века. — К.: КВИЦ, 2010. — 340 с. [У складі авторського колективу].
- Евреи Мелитополя. — Мелитополь: Издательский дом МГТ, т. 1 — 2012, 816 с.; т. 2, 2016, 840 с. [У співавторстві з В. Н. Кумоком].
- Мелитопольский пединститут: страницы истории. — Мелитополь: Издательский дом МГТ, 2014. — 170 с. [у співавторстві з М. В. Криловим].
- Возвращение Павла Сивицкого // Мелітопольський краєзнавчий журнал, 2016, № 7, с. 24–30.

### Науково–методичні публікації
- Учитель с кляссером // Филателия СССР, 1979, № 10, с. 59 [у співавторстві з О. Г. Харченком].
- Методические рекомендации к решению генетических задач (В помощь учителю биологии). Запорожье, 1980. — 39 с.
- Довідник з біології. — Київ: Рад. школа, 1986. — 240 с. [у співавторстві з Л. Я. Куліничем].
- Г. М. Длусский. А. П. Букин. Знакомьтесь муравьи! М.: Агропромиздат, 1986 [рецензія] // Биология в школе 1987, № 3, с. 78.
- А. А. Богданов, Б. М. Медников. Власть над геном. Книга для внеклассн. чтения учащихся 9–10 кл. средн. школы. М.: Просвещение, 1989 [рецензія] // Биология в школе 1989, № 6, с. 72.
- Генетика з основами селекції: Програма педагогічних інститутів для студентів природничих і природничо-географічних факультетів. Київ: РУМК, 1991 — 16 с. [У співавторстві з І. Д. Лишенком та Н. І. Дегтярьовою].
- Рабочая тетрадь по зоологии (7 класс): Учебное пособие для учащихся. Рязань: изд-во «Горизонт», 1997. — 36 с.
- Зоологія безхребетних: Методичні рекомендації для самостійної роботи студентів. Мелітополь: МДПУ, 2008. — 24 с.
- Біологія: 10–11: Запитання, вправи, задачі, тести. — К.: Генеза, 2008. — 152 с. [У співавторстві з І. Д. Лишенко та ін.].

### Науково–популярні публікації
- Якби не було комарів // Наука і суспільство (Київ), 1975, № 12, с. 53
- У истоков биометода // Защита растений (Москва), 1979. № 11. С.
- Навіщо інженеру бджоли? // Молодь України (Київ), 5.10.1978.
- Ткань из паутины // Комсомольское знамя (Киев), 3.02.1979.
- Охотничий арсенал пауков // Химия и жизнь (Москва), 1980, № 10, с. 52–54.
- Шестиногий олень. В сб. Лес и человек. — М.: Лесная промышленность, 1982, с. 114—115.
- В разведке … — гусеницы // Химия и жизнь, 1982, № 10, с. 64.
- Наши знакомые незнакомцы. — Днепропетровск: Проминь, 1983 (1-е изд., 175 с.) и 1990 (2-е изд., доп., 190 с.) — https://www.zin.ru/Animalia/Coleoptera/rus/voseve83.htm
- Підземні трудівники // Рідна природа, 1983, № 5.
- Неожиданная встреча // Юный натуралист (Москва), 1983, № 10, с.38-39.
- Пісня з підземілля // Сільські вісті (Київ), 27.06.1984
- Бабочка мёртвая голова // Природа, 1985, № 10, с. 36–38.
- Бабочка под стеклом. — В сб. «На суше и на море», М.: Мысль, 1985, с. 417—420.
- Кому потрібні ці комахи? // Знання та праця (Київ), 1985, № 3.
- Родительские заботы кожистокрылых // Химия и жизнь, 1987, № 8, с. 54–57.
- Где зимует солнышко? // Сельская жизнь (Москва), 1.09.1988
- Тварини Червоної книги. — К.: Урожай, 1990. — 208 с. [У співавторстві з А. П. Федоренко та ін.]
- Кто ест «зловредную бабу» // Химия и жизнь, 1990, № 4, с. 45.
- Тли, муравьи и феромоны // Химия и жизнь, 1991, № 7, с. 48–51.
- Бабочка махаон // Природа, 1991, № 6, с. 50–53.
- Свои по духу, или о муравьиных кукушках // Химия и жизнь, 1992, № 7, с. 68–69.
- Что посеял муравей? // Химия и жизнь, 1993, № 2, с. 70–71.
- Подводная приватизация жилья // Химия и жизнь, 1993, № 7, с. 58–59.
- Красотел пахучий // Природа, 1993, № 39, с. 39–41.
- Терновый венец не всесилен // Химия и жизнь, 1993, № 6, с. 50–51.
- Рогатый скарабей // Природа, 1994, № 9, с. 90–92.
- Для чего осе бумага? // Химия и жизнь, 1994, № 5, с. 56–59.
- Добрые вампиры // Химия и жизнь, 1996, № 1–3, с. 42–43.

## Визнання
У 1993/1994 роках Президія Академії природничих наук Росії призначила С. В. Воловнику стипендію Джорджа Сороса як переможцю конкурсу з проблеми «Біорізноманіття». У 1995 році науковця запросили стати дійсним членом Нью-Йоркської Академії наук.
Під час міської акції «Людина року-98» (Мелітополь) С. В. Воловник удостоєний звання «Журналіст року». За вагомий внесок у створення науково-публіцистичного видання «Запорізький край» і з нагоди 70-річчя області він відзначений Почесною грамотою Запорізької обласної Ради (2008).
Він також нагороджений орденом «За заслуги перед Запорізьким краєм» III ступеню "за багаторічну плідну громадську діяльність у пропаганді краєзнавства, національно-патріотичне виховання молоді, залучення її до дослідницької роботи з вивчення природи та охорони Запорізького краю, вагомий особистий внесок у розвиток краєзнавчого руху на Мелітопольщині, вивчення і розповсюдження знань з історії малої батьківщини та з нагоди 5-ї річниці з дня створення громадської організації «Спілка краєзнавців Мелітопольщини» (2016).